# John Noel (Sportschütze)
John Hopkins Noel (* 6. Februar 1888 in Nashville; † 4. November 1939 ebenda) war ein US-amerikanischer Sportschütze.

## Erfolge
John Noel nahm an den Olympischen Spielen 1924 in Paris im Trap teil. Im Mannschaftswettbewerb belegte er mit der US-amerikanischen Mannschaft vor Kanada und Finnland den ersten Platz. Mit insgesamt 363 Punkten und damit drei Punkten Vorsprung hatten sich die Amerikaner, deren Team neben Noel noch aus Frank Hughes, Fred Etchen, Clarence Platt, Samuel Sharman und William Silkworth bestand, knapp die Goldmedaille gesichert. Noel war mit 87 Punkten der zweitschwächste Schütze der Mannschaft. Da die beiden schlechtesten Schießresultate nicht in die Gesamtpunktzahl einflossen, wurde Noels Ergebnis zwar gestrichen, er wurde aber dennoch wie alle übrigen Mannschaftsmitglieder Olympiasieger.
Noel war von Beruf Immobilienunternehmer und Betreiber von Noel Hotel & Garage.